# Endodoncia regenerativa

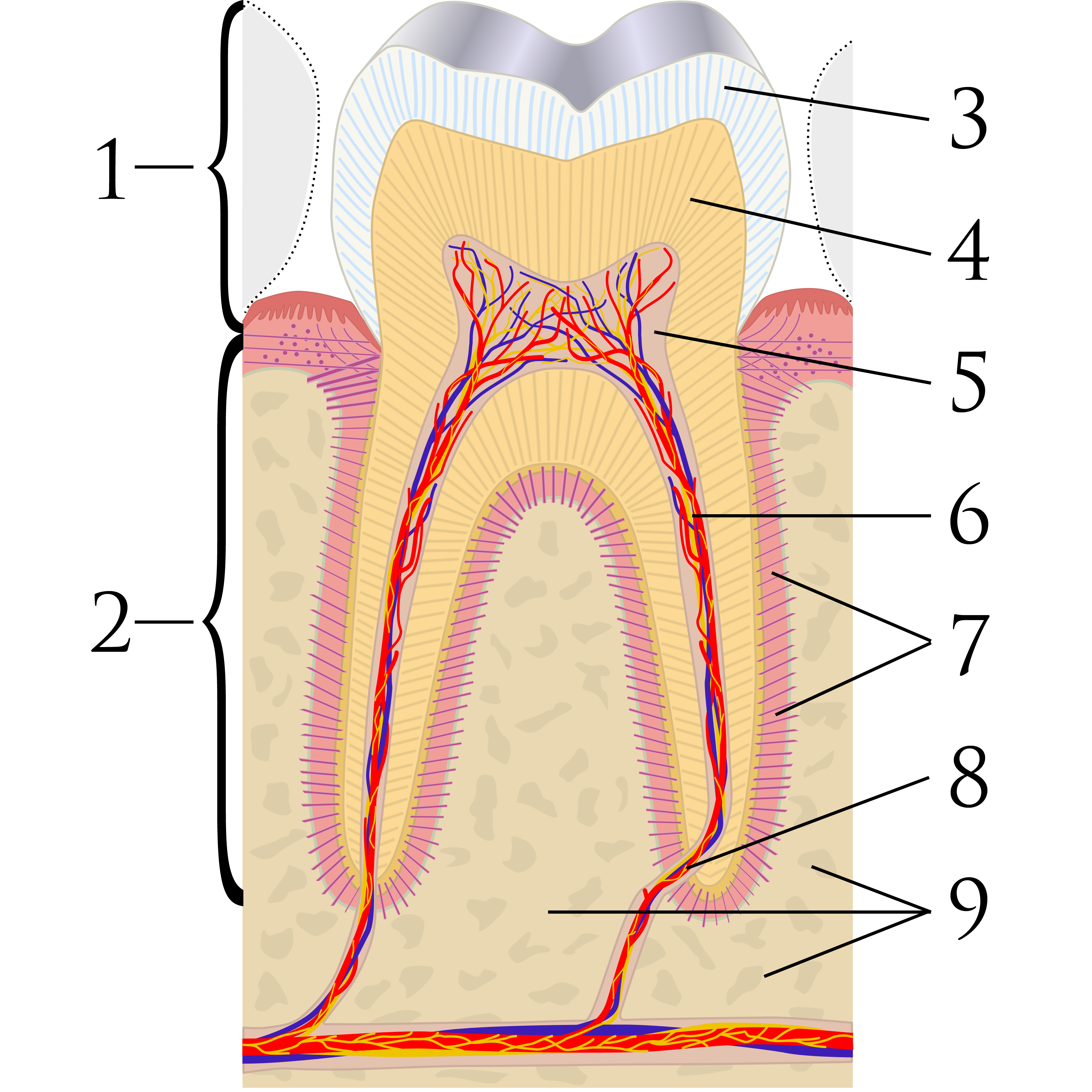
Sección transversal de un diente: (1)corona (2)raíz (3)esmalte (4)dentina y tubulos de dentina (5)cámara de pulpa (6)nervio y vasos sanguíneos (7)ligamento periodontal (8) ápice (9)hueso alveolar

La endodóntica regenerativa o endodoncia regenerativa es el uso de procedimientos biológicamente basados diseñados para reemplazar estructuras de dañadas del diente, como la dentina, estructuras de la raíz y células del complejo pulpa-dentina. La endodoncia regenerativa es la extensión de la terapia del canal raíz.  La terapia del canal raíz convencional limpia y llena la cámara de pulpa con material biológicamente inerte, después de la destrucción de la pulpa debido a caries dentales, trauma o deformidad congénita. La endodoncia regnerativa, en cambio, busca reemplazar el tejido vivo en la cámara de pulpa.

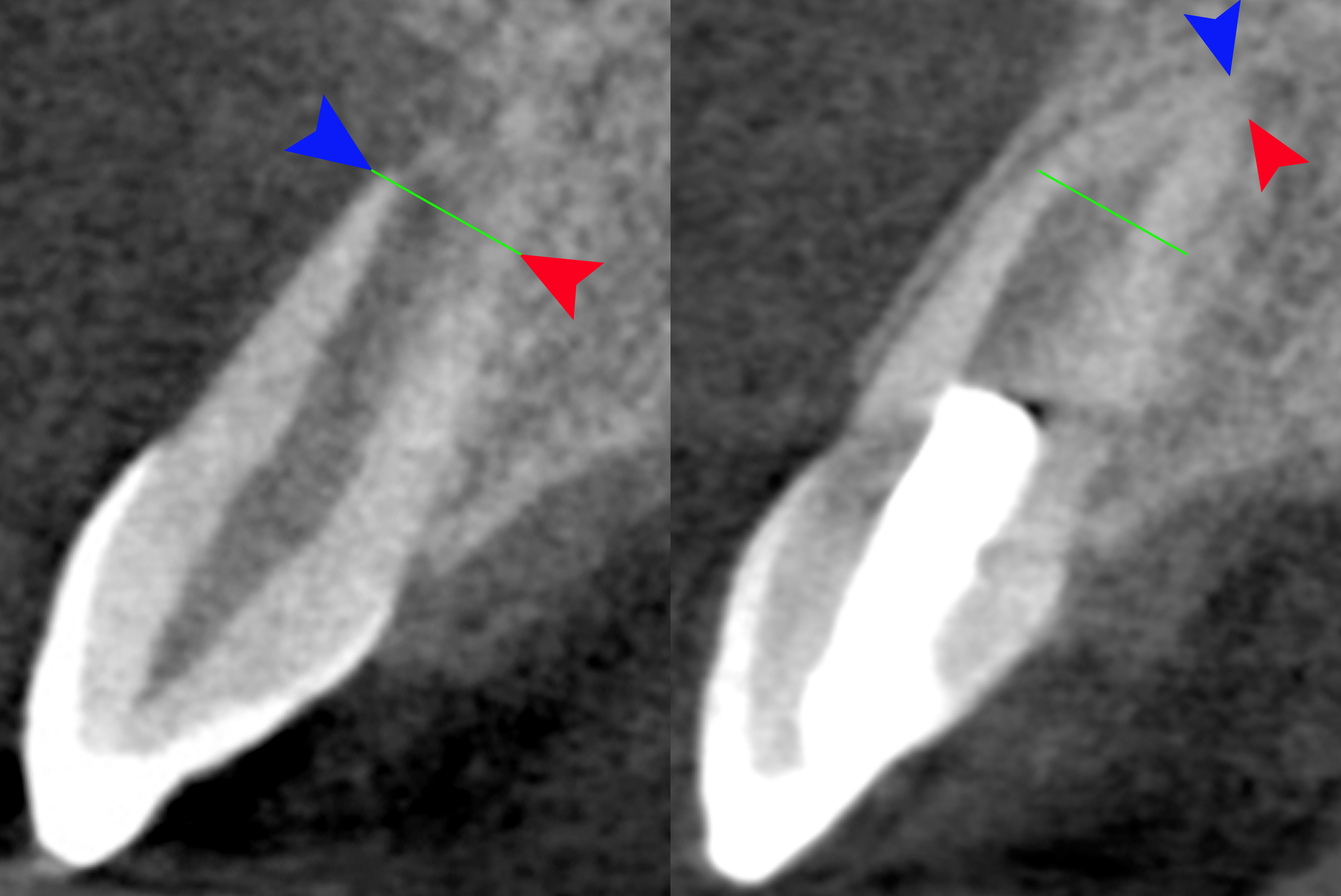
Endodoncia regenerativa en un niño de 10 años con pulpa necrótica y formación de raíz incompleta (izquierda) y tras un año de tratamiento. Aspecto bucal del ápice (flecha azul), aspecto palatal del ápice (flecha roja) y línea de formación de la raíz inicial (línea verde)

## Investigación
El King's College de Londres publicó en enero de 2017 sobre la regeneración de dentina con esponja de colágeno llenada con glucógeno synthase kinase (GSK-3).